# Stjepan Vukčić Kosača

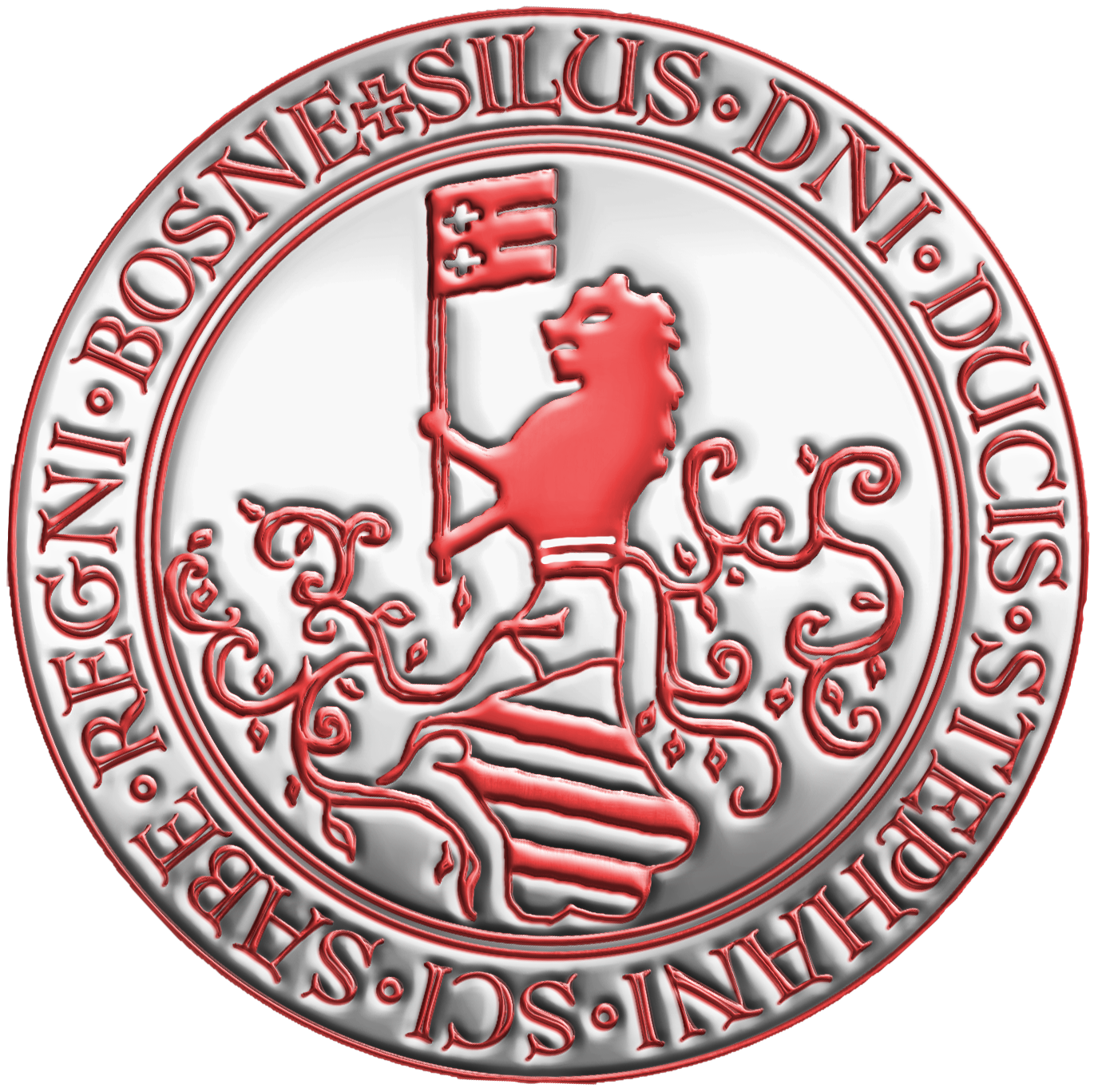
Rekonstruiertes Siegel des Stjepan Vukčić Kosača, 1455

Stjepan Vukčić Kosača (* 1405 in Kosača bei Goražde; † 22. Mai 1466 in Herceg Novi) war ein Fürst aus dem herzegowinisch-bosnischem Adelsgeschlecht der Kosače.
Stjepan Vukčićs Herrschaft begann um 1435 als bosnischer Großwoiwode und Lehnsmann von König Tvrtko II. von Bosnien (um 1380–1443). Er verweigerte dem nachfolgenden König Stjepan Tomaš († Juli 1461) die Gefolgschaft und erklärte im Jahr 1448 endgültig seine Unabhängigkeit vom Königreich Bosnien. Vukčić gab sich den Herzogstitel und herrschte als Landesherr über ein Gebiet, das durch die Vereinigung der beiden Fürstentümer Zahumlje (westlicher Teil mit dem Neretvatal) und Travunien (östlicher Teil) entstanden war. Dabei lavierte er geschickt zwischen Katholizismus, Orthodoxie und Bosnischer Kirche. Seine Familie war jedoch traditionell römisch-katholisch.
Abgeleitet von Vukčićs Adelstitel Herzog, etablierte sich für diese historische Landschaft die Bezeichnung „Herzegowina“ (Herzogsland). 1463 eroberten die Osmanen Bosnien und 1465 die Herzegowina, bis auf ein kleines Gebiet um die Hafenstadt Novi, wo Vukčić im Jahr 1466 starb. Die Macht des Adelsgeschlechtes Kosače war gebrochen: Vukčićs Söhne gingen in venezianische und türkische Dienste über und 1482 war die Herzegowina vollständig von den Osmanen erobert.

## Leben
Stjepan Vukčić wurde 1405 als Sohn des Vukac Hranić im Ort Kosača bei Goražde geboren. Er trat seine Herrschaft 1435 nach dem kinderlosen Tod seines Onkels Sandalj Hranić Kosača (um 1370–1435) an, von dem er schon seit langem als einziger seines Adelsgeschlechtes mit wichtigen Aufgaben betraut worden war. Er verteidigte seine Herrschaft erfolgreich gegen feindliche Nachbarn, die nach dem Tode seines Onkels das Land besetzt hatten. Seinen Herrschersitz nahm Vukčić in der später nach ihm benannten Festung Stjepan grad oberhalb des Ortes Blagaj (Mostar).
Im Jahr 1448 erklärte Vukčić seine Unabhängigkeit vom Königreich Bosnien und legte seinen Titel „Großwoiwode von Bosnien“ ab, der ihn als Lehnsmann des bosnischen Königs Stjepan Tomaš († Juli 1461) kennzeichnete. Als Zeichen seiner Selbstständigkeit gab er sich stattdessen den Titel „Herzog von Hum und des Küstenlandes“. Im darauffolgenden Jahr änderte Vukčić diesen Titel in den eines Herzogs „vom Heiligen Sava“ (lateinisch Stefanus dei gratia dux Sancti Save), benannt nach dem Heiligen dessen Gebeine im Osten seines Herrschaftsgebiets (des „Herzogtums des heiligen Sava“) bestattet waren. Trotz der Berufung auf den serbischen Nationalheiligen blieb Vukčić religiös unbestimmt und an seinem Hof weilten Vertreter der katholischen, orthodoxen und bosnischen Kirche. So der serbisch-orthodoxe Metropolit von Mileševo David und der Würdenträger der Bosnischen Kirche Gost Radin.
Den Herzogtitel nahm Vukčić wahrscheinlich an, um seine tatsächliche Macht mit einem Titel zu schmücken und sich dem Verdacht zu entziehen, ein Anhänger der Paterenen-Sekte zu sein.

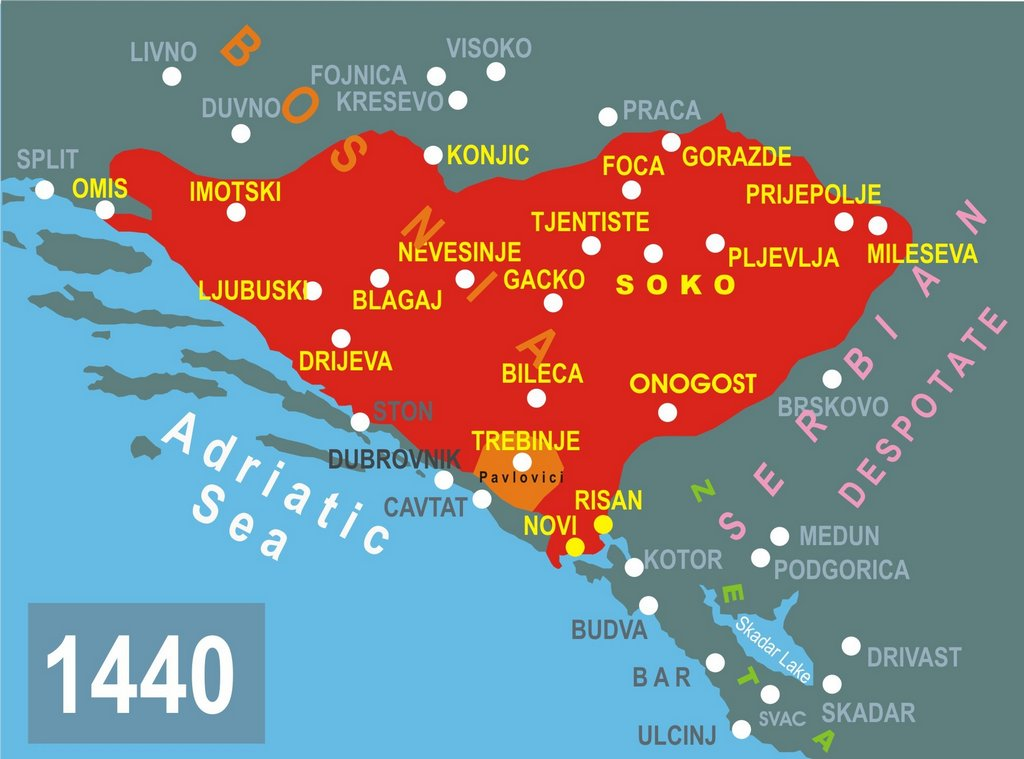
Die Herzegowina unter Stjepan Vukčić Kosača

Vukčić trat als Herrscher über das „Gebiet des Herzogs“ (Hercegovina) auf, das von Prijepolje, Pljevlja, Nikšić und Boka Kotorska bis Omiš und Poljica, Livno sowie dem Oberen Vrbas reichte.
1451 kam zum Krieg mit der Republik Ragusa, nachdem Vukčić versucht hatte, größere Gebiete an der Adria zu erwerben und sogar Ragusa unter seine Herrschaft zu bringen. Durch seine überlegene Diplomatie entschied Ragusa den Krieg 1453 für sich.
Nach dem Tod Vukčićs und der gänzliche Eroberung durch die Osmanen wurde die Herzegowina zum osmanischen Sandschak Hersek mit einem bosnischen Statthalter.

## Nachkommen
Vukčić hatte mit seiner ersten Frau Jelena Balšić († Ende September 1453) die Tochter namens Katarina, die spätere letzte Königin von Bosnien, sowie die beiden Söhne Vladislav (* 1425) und Vlatko (* 1426), genannt Hercegović. Nach der osmanischen Eroberung zog Vladislav mit seinem Gefolge nach Ungarn. Vlatko flüchtete 1483 nach Ragusa, 1489 verstarb er.
Im März 1455 soll Vukčić seine zweite Frau Barbara geheiratet haben, die eine illegitime Wittelsbacherin war. Barbara starb nach der Geburt des Sohnes Stjepan im Juni 1459. Zwischen dem 14. Juni 1473 und dem 24. September 1474 soll Stjepan etwa 15-jährig den Islam angenommen haben und wurde später als osmanischer Großwesir und Großadmiral unter dem Namen Hersekoğlu Ahmed Pascha (Ahmed-paša Hercegović; † 1516) bekannt. Schon 1478 soll er den Sultan als Mir-i alem begleitet haben.

1460 soll Vukčić zum dritten Mal geheiratet haben. Seine Frau Cecilie soll ihren Sohn Stjepan nach dem Tode des Herzogs 1466 verlassen haben. Der junge Stjepan sollte in die Obhut seines älteren Bruders Vlatko gehen.
Der Enkel Ishak-beg Tomašević war ein osmanischer Heerführer.